# Муреево
Муреево — деревня в Кикнурском районе Кировской области.

## География
Находится на расстоянии примерно 18 км по прямой на юг от райцентра поселка  Кикнур.

## История
Известна с 1891 года как деревня Мурьева или Муреева. В 1905 году учтено здесь (Улеш или Муреево) дворов 46 и жителей 320, в 1926 70 и 388, в 1950 79 и 256. Настоящее название закрепилось с 1926 года . До января 2020 года входила в Кикнурское сельское поселение до его упразднения.

## Население
Постоянное население  составляло 107 человек (мари 68%, русские 32%) в 2002 году, 57 в 2010.